# Melipona compressipes
Melipona compressipes är en biart som först beskrevs av Fabricius 1804.  Melipona compressipes ingår i släktet Melipona och familjen långtungebin. Inga underarter finns listade i Catalogue of Life.